# Sholinganallur
Sholinganallur är en ort i Indien.   Den ligger i distriktet Kancheepuram och delstaten Tamil Nadu, i den södra delen av landet, 1 800 km söder om huvudstaden New Delhi. Sholinganallur ligger 10 meter över havet och antalet invånare är 15 519.
Terrängen runt Sholinganallur är mycket platt. Havet är nära Sholinganallur österut.  Närmaste större samhälle är Pallāvaram, 12,3 km nordväst om Sholinganallur. Omgivningarna runt Sholinganallur är en mosaik av jordbruksmark och naturlig växtlighet.